# Giáo hội Công giáo Copt
Giáo hội Công giáo Copt hay chính xác hơn là Giáo hội Công giáo Điển lễ Copt là một giáo hội Công giáo Đông phương cử hành nghi lễ Alexandria, hiệp thông trọn vẹn với vị giám mục Giáo phận Rôma, còn gọi là giáo hoàng. Hay nói cách khác, đây là giáo hội tự trị (sui iuris) thuộc Giáo hội Công giáo Hoàn vũ. Trong lịch sử, Giáo hội Công giáo Copt từng thuộc Giáo hội Chính Thống giáo Copt, nhưng về sau, các môn đồ của họ đã ly khai khỏi Chính Thống giáo để trở về hiệp thông với Giáo hội Công giáo.
Hiện nay, Thượng phụ tòa Alexandria của Giáo hội Công giáo Coptic là Ibrahim Isaac Sidrak, người kế nhiệm Antonios Naguib vào năm 2013. Văn phòng Tòa Thượng phụ đặt tại Cairo, Ai Cập. Nhà thờ chính tòa thượng phụ tọa lạc ở Nasr, ngoại ô Cairo.